# Nachbelichten

Nachbelichten

Durch den Vorgang des Nachbelichtens wird bei der Verarbeitung fotografischer Materialien mit Hilfe eines Vergrößerers die Belichtung für bestimmte Bildbereiche verlängert. Das Nachbelichten findet im Fotolabor in der Regel bei der Belichtung von Negativmaterial (Fotopapier) statt und hat in diesem Zusammenhang einen abdunkelnden Effekt. Häufigste Anwendungsgebiete für diese Methode sind eine Verbesserung der Zeichnung von Spitzlichtern oder etwa das Abdunkeln des Himmels.
Zum Nachbelichten formt man mit der Hand oder einem Karton die nicht nachzubelichtende Partie im Strahlengang des Vergrößerers nach und belichtet hiermit die gewünschten Bildteile zusätzlich. Hierbei wird der Karton ständig bewegt, um scharfe Kanten zu vermeiden. Die Dauer der Nachbelichtung wird mit Hilfe von Probestreifen ermittelt.
Den umgekehrten Vorgang – die partielle Reduzierung der Lichtmenge auf Bildteilen – bezeichnet man als Abwedeln, Zurückhalten oder Abhalten.

## Bildbearbeitung
Moderne Bildbearbeitungsprogramme bieten Werkzeuge, die von ihrer Wirkung dem manuellen Vorgang des Nachbelichtens nachempfunden sind und das partielle Abdunkeln in der digitalen Bildbearbeitung ermöglichen.
Beispiel:
| Normal | Ecken nachbelichtet      |
| Normal | Ecken oben nachbelichtet |